# Shikumen

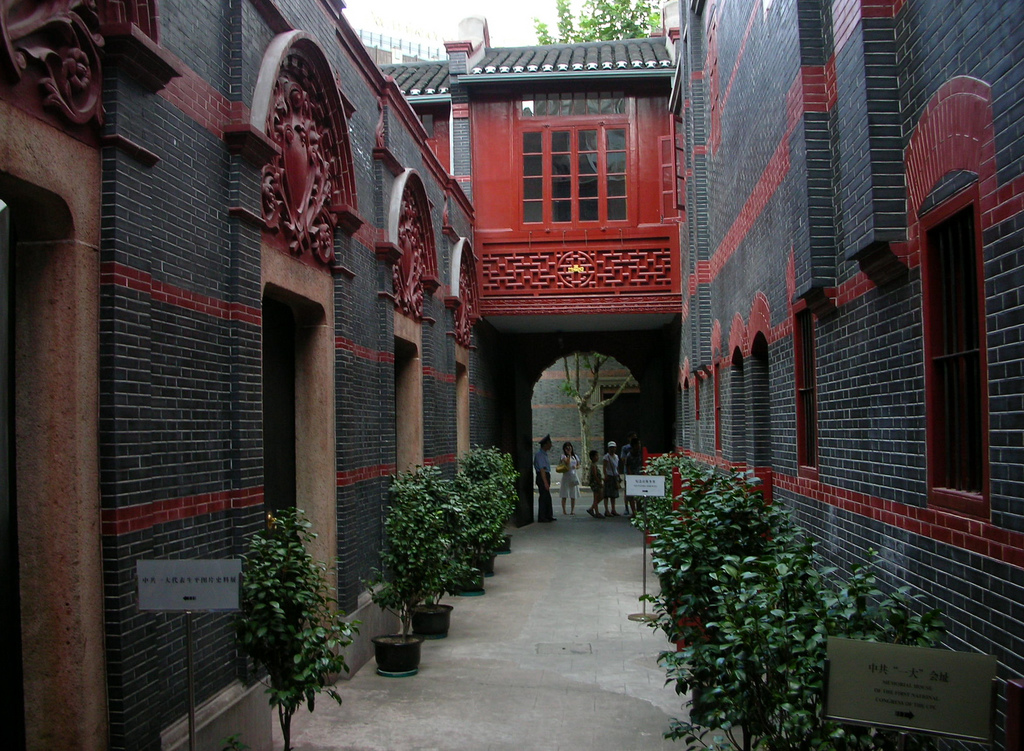
Un longdang sur le site du premier congrès national du Parti Communiste Chinois, montrant une « porte en pierre » (à gauche).

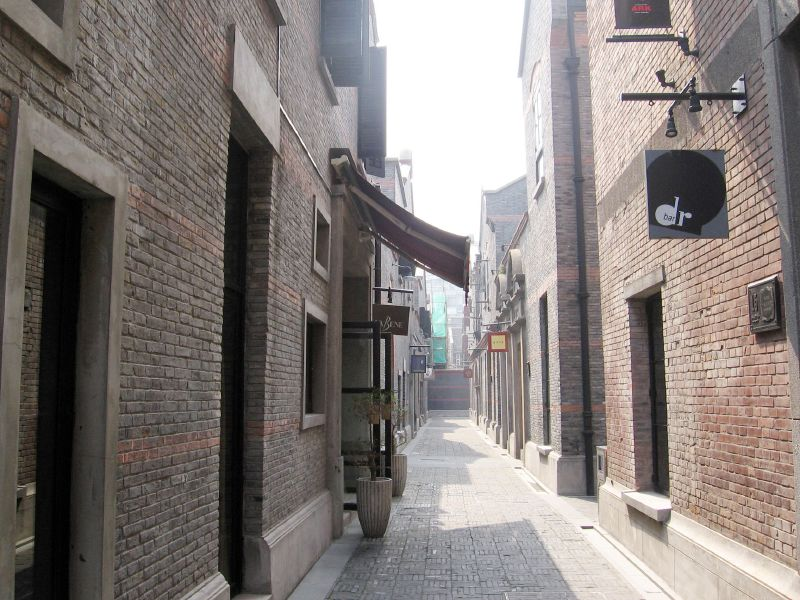
Un Shikumen rénové à Xintiandi.

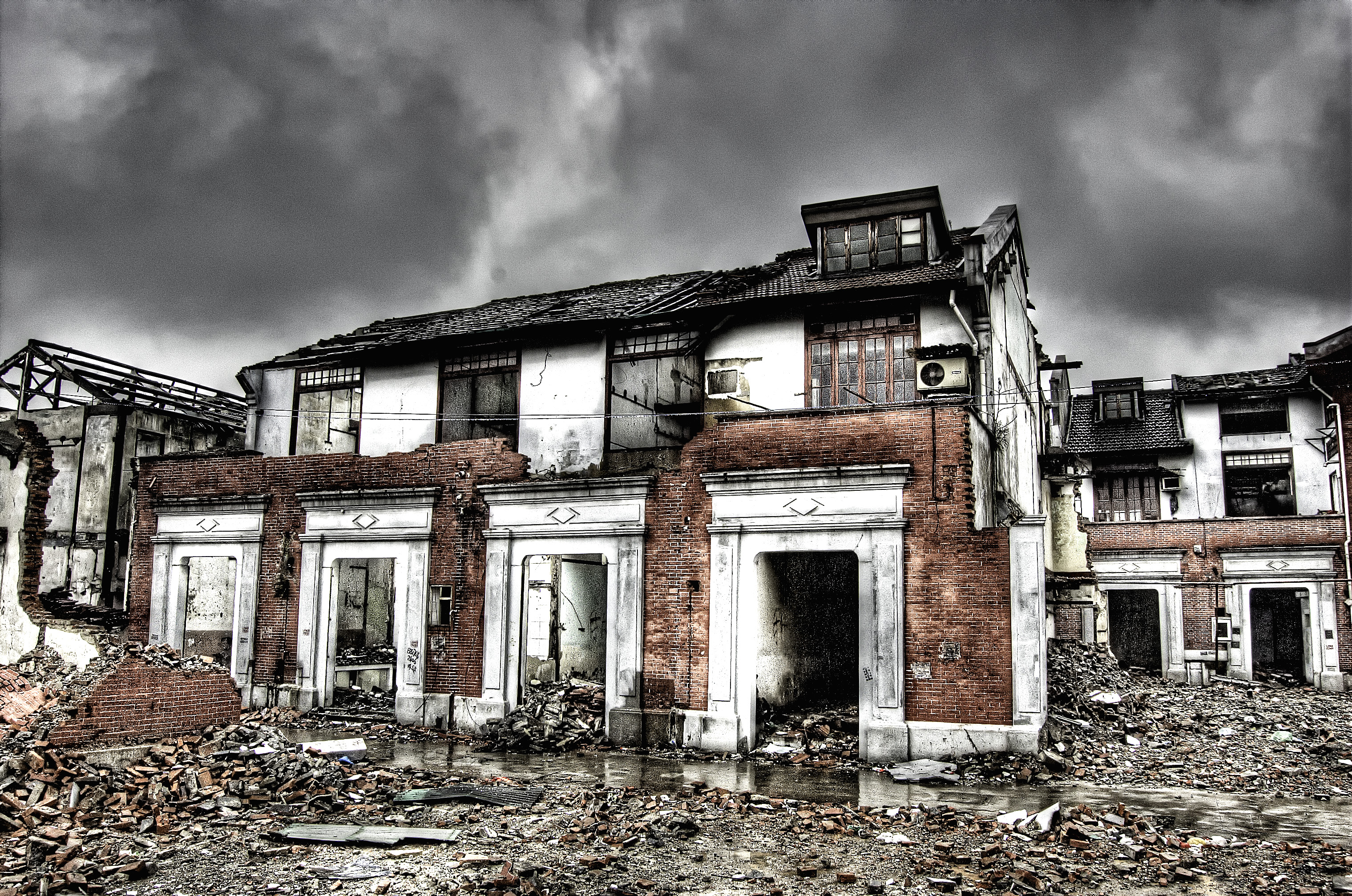
Un bâtiment Shikumen en cours de démolition en 2007, un destin commun à de nombreux bâtiments de ce type.

Shikumen (chinois simplifié : 石库门 ; chinois traditionnel : 石庫門 ; pinyin : shíkùmén ; litt. « Porte et entrepôt de pierre » ;  en shanghaïen : zakumen) est un style architectural shanghaïen alliant des éléments occidentaux et chinois qui est apparu dans les années 1860. Au pic de leur popularité, il y avait 9 000 bâtiments de style Shikumen à Shanghai, ce qui représentait 60% du total des logements de la ville, mais aujourd'hui la proportion est beaucoup plus faible car la plupart des Shanghaïens vivent dans de grands immeubles d'habitation. Les Shikumen sont classés comme un type de lilong résidences, parfois traduit par Lane house en anglais.
En 2010, « les techniques de construction de l'architecture shikumen lilong » ont été reconnues par le gouvernement chinois dans le registre national des héritages culturels immatériels (numéro VIII-210).
Les bâtiments Shikumen ont également été introduits dans d'autres villes portuaires en Chine. Par exemple, beaucoup ont été construits dans les concessions étrangères de Hankou (qui fait maintenant partie de Wuhan), et certains existent encore aujourd'hui.

## Structure
Les Shikumens sont des structures de deux ou trois étages ressemblant aux maisons de ville occidentales, ils se distinguent par de hauts murs en brique qui enferment une étroite cour à l'entrée. 
Chaque résidence est adjacente à une autre, et toutes sont disposées en ruelle appelé longtang (en chinois : simp 弄堂, trad 衖堂, en pinyin lòngtáng ; en shanghaïen : longdang). L'entrée de chaque ruelle est généralement surmonté d'une arche de pierre décorée.
Le shikumen est un mélange culturel incorporant des éléments occidentaux à l'architecture traditionnelle du Jiangnan. Les logements traditionnels chinois avaient une cour, et les Shikumen n'ont pas fait exception. Pourtant, dû à sa nature de construction urbaine, ces cours sont beaucoup plus petites et fournissent un intérieur plus paisible que les rues, ce qui permet à la pluie d'atteindre le sol et à la végétation de croître librement à l'intérieur d'une résidence. La cour permet également d'avoir la lumière naturelle du soleil et améliore la ventilation des pièces.

### Origine

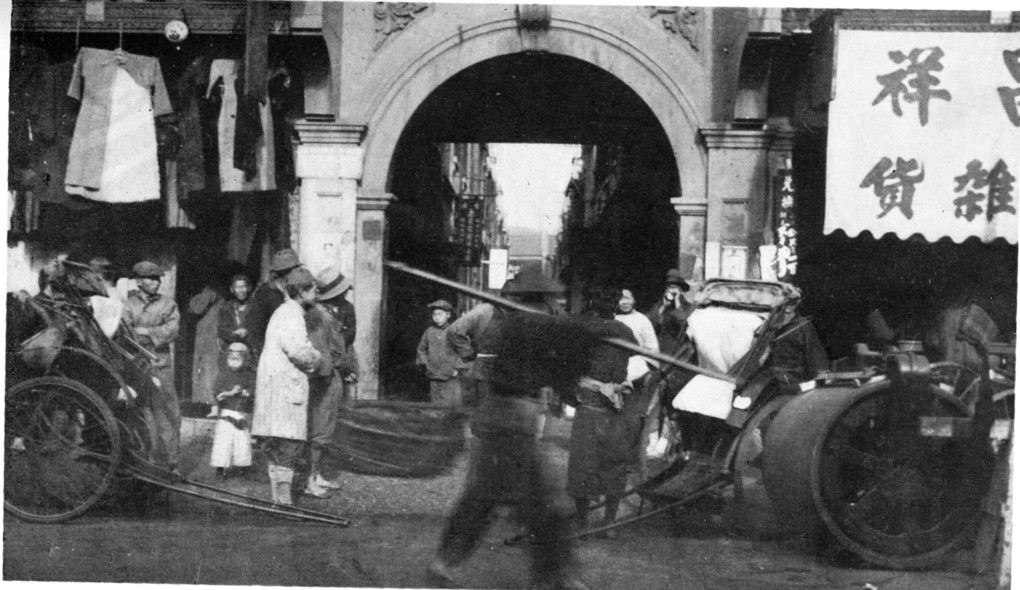
Photographie historique de l'entrée d'une ruelle shikumen ou longdang